# Nola tetrodon
Nola tetrodon är en fjärilsart som beskrevs av De Joannis 1928. Nola tetrodon ingår i släktet Nola och familjen trågspinnare. Inga underarter finns listade i Catalogue of Life.